# Mason McCoy
Mason Steven McCoy (Peoria, 31 marzo 1995) è un giocatore di baseball statunitense, di ruolo Interbase, che gioca per i San Diego Padres (MLB).
In MLB ha esordito nel 2023 con i Toronto Blue Jays.